# Casa-palacio de los Ponce de León
La casa-palacio de los Ponce de León es un palacio situado en la ciudad española de Jerez de la Frontera en la comunidad autónoma de Andalucía. Fue construido en el siglo XV.

## Historia

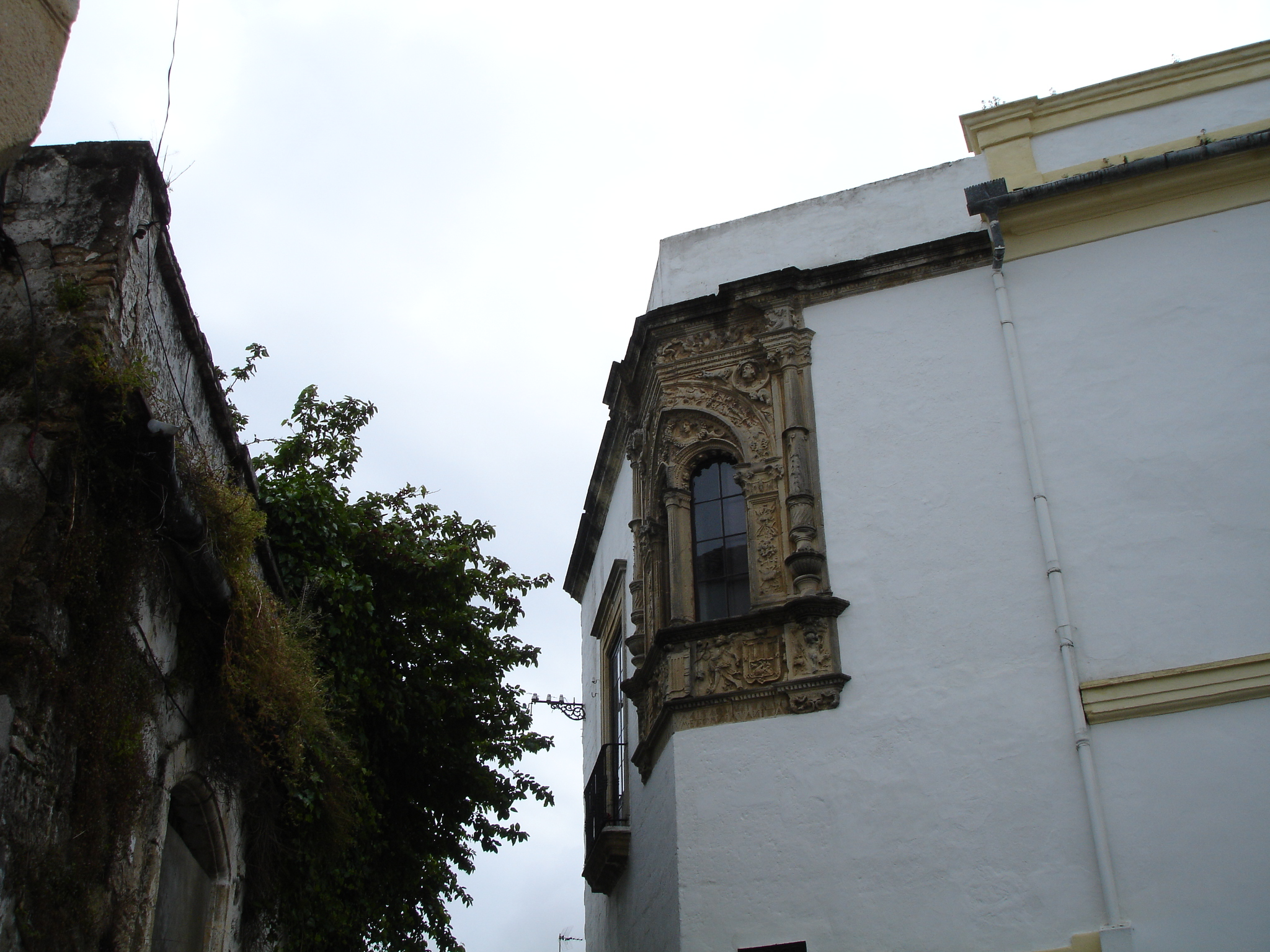
Ventana

Según escritos de Fray Esteban Rallón el edificio podría haberse construido por orden de Enrique IV. y fue entregado a Esteban de Villacreces por sus servicios a la corona. Su nieta, Juana de Villacreces se casó con Francisco Ponce de León, que reformó la casa de manera integral, siendo desde entonces sede de la Casa de Ponce de León. Con el transcurso de los años, la unión de las familias Ysasi y Ponce de León propició que la casa fuese objeto de diferentes reformas que la dotaron de su actual aspecto
En el segundo tercio del siglo XVIII pasó a ser propiedad de la familia Ysasi. Luis de Ysasi y Lacoste, hijo de Doña Juana de Dios Lacoste, noble potentada jerezana, la donó en al municipio de Jerez para que se destinase a la enseñanza pública.

## En la actualidad
Desde mediados del siglo XX hasta la actualidad el palacio es la sede de un colegio-guardería "El Salvador", de las Hijas de la Caridad de San Vicente de Paul donde tienen el comedor social más importante de la localidad

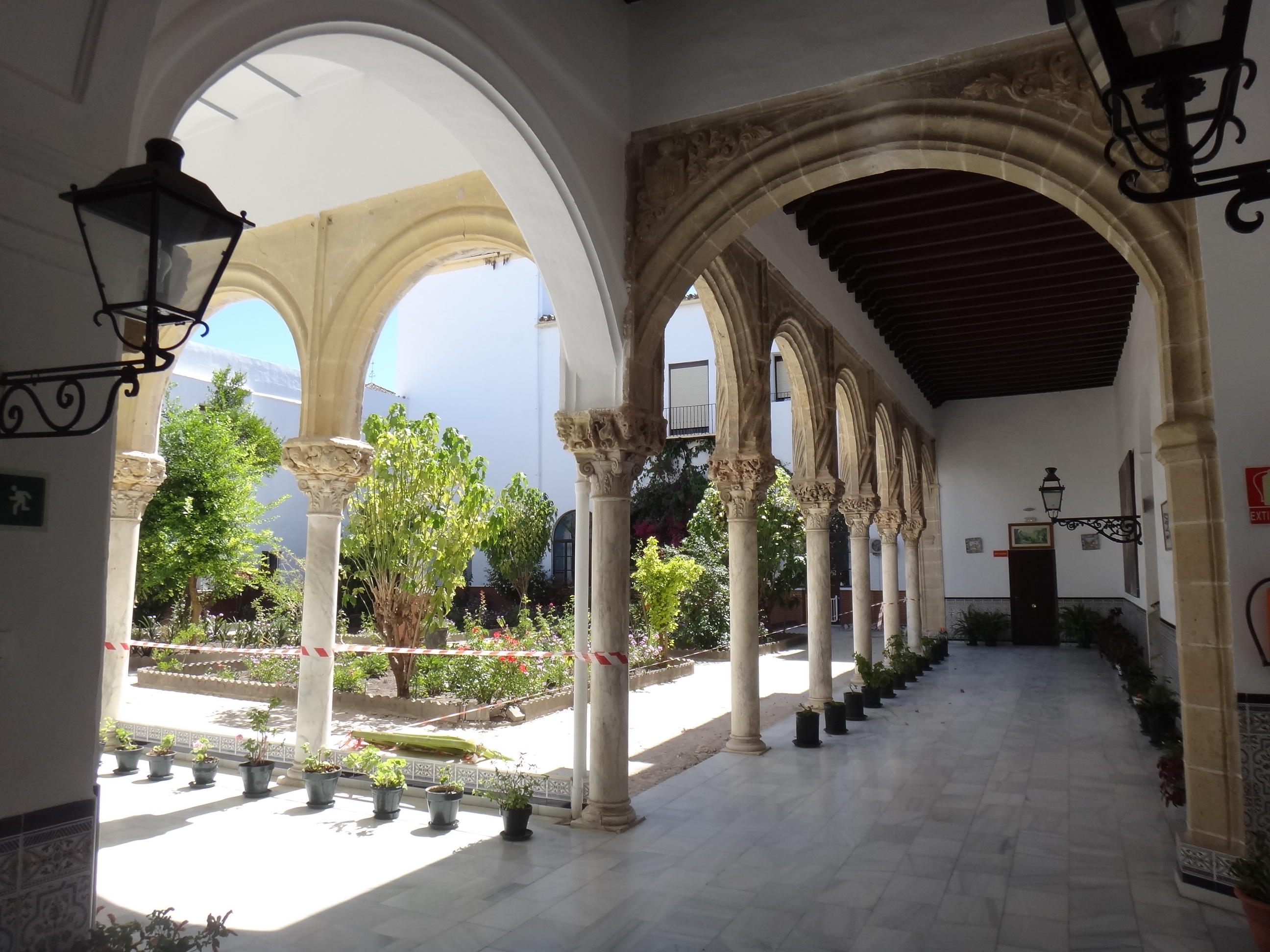
Patio interior